# أنجيلينا بونيت
أنجيلينا بونيت (بالإنجليزية: Angelena Bonet) هي عارضة ومغنية وممثلة ومخرجة أفلام وثائقية وكاتبة أغاني أسترالية، ولدت في 13 مايو 1976 في سيدني في أستراليا.

## وصلات خارجية
- أنجيلينا بونيت على موقع IMDb (الإنجليزية)
- أنجيلينا بونيت على موقع قاعدة بيانات الفيلم (الإنجليزية)